# Showgirls (film)
Showgirls è un film del 1995 diretto da Paul Verhoeven.

## Trama
Nomi Malone, ragazza molto decisa, giunge in autostop a Las Vegas, dove viene derubata della valigia dall'uomo che le aveva offerto il passaggio. Trova alloggio presso Molly, costumista allo Stardust, celebre casinò di Las Vegas, la quale la presenta a Cristal, star dello spettacolo. Cristal inizialmente sembra snobbarla, per poi interessarsi a lei, anche morbosamente, fino a farla esibire in un numero di lap dance per il suo amante Zack. Nomi riesce, non senza difficoltà, ad avere e superare un provino presso lo Stardust, procuratole da Cristal, e a divenire amante di Zack, direttore artistico del casinò. Cristal tenta di impedirle di far carriera, così Nomi, durante una pausa dello spettacolo, la spinge giù per le scale, procurandole una frattura.
A Nomi viene quindi assegnato il ruolo principale, e diviene in breve tempo una star di successo. Molly, dapprima disgustata dal suo cinismo, si fa invitare a un party di Zack dov'è presente Andrew Carver, rockstar di cui è grande fan, ma l'uomo si rivela un bruto e, dopo averla attirata nella sua suite, la violenta insieme ai suoi "gorilla". Nomi chiede invano che sia denunciato, ma Zack la invita a desistere per difendere un suo prezioso cliente. Zack, inoltre, indaga su di lei, scoprendo che è stata una prostituta e ha dei precedenti penali. Furente, Nomi decide di farsi giustizia da sé blandendo Carver con un numero erotico per poi pestarlo selvaggiamente, dopodiché fugge via in autostop incontrando nuovamente, per ironia della sorte, la stessa persona che l'aveva condotta a Las Vegas e derubata della valigia.

## Critica
Considerato pellicola cult nel corpus del regista olandese nonostante il poco successo di pubblico, costato 45 milioni di dollari e un incasso di 20 milioni, Showgirls ha vinto 8 Razzie Awards quale peggiore prodotto cinematografico dell'anno e degli anni novanta. Il film è stato inoltre inserito nel libro dei The Official Razzie Movie Guide dal fondatore dei Razzie John J. B. Wilson nella sezione "Il meglio del peggio".
- Vinto Razzie Award al peggior film
- Nomination Razzie Award al peggior attore protagonista a Kyle MacLachlan
- Vinto Razzie Award alla peggior attrice protagonista a Elizabeth Berkley
- Nomination Razzie Award al peggior attore non protagonista Robert Davi
- Nomination Razzie Award al peggior attore non protagonista Alan Rachins
- Nomination Razzie Award alla peggior attrice non protagonista Gina Gershon
- Nomination Razzie Award alla peggior attrice non protagonista Lin Tucci
- Vinto Razzie Award al peggior regista a Paul Verhoeven
- Vinto Razzie Award alla peggior sceneggiatura a Joe Eszterhas
- Vinto Razzie Award alla peggior coppia Il cast completo in qualsiasi combinazione possibile di due persone (o due parti del corpo)
- Vinto Razzie Award alla peggior canzone originale a Walk Into The Wind
- Vinto Razzie Award al peggior esordiente a Elizabeth Berkley
- Nomination Peggior remake o sequel di Eva contro Eva e Il prezzo del successo
- Vinto Razzie Awards al peggior film del decennio come peggior film degli anni 1990
- Nomination Peggior attrice del secolo a Elizabeth Berkley
- Nomination Peggior esordiente del decennio a Elizabeth Berkley

## Distribuzione
Negli Stati Uniti d'America i film vietati ai minori di 18 anni (NC-17) non hanno quasi mai avuto una distribuzione nazionale in almeno 600 sale; Showgirls è una delle poche eccezioni.

## Sequel
Nel 2011 è uscito il sequel Showgirls 2: Penny's from Heaven, diretto ed interpretato da Rena Riffel.